# NGC 2941
NGC 2941 is een spiraalvormig sterrenstelsel in het sterrenbeeld Leeuw. Het hemelobject werd op 1 april 1864 ontdekt door de Duitse astronoom Albert Marth.

## Synoniemen
- MCG 3-25-9
- ZWG 92.17
- PGC 27470